# Sérgio Praia
Sérgio Praia (Ovar, 2 de Julho de 1977) é um ator português.

## Biografia
Nasceu na cidade de Ovar, Distrito de Aveiro, no dia 2 de julho de 1977. Enquanto criança, era muito comunicativo e mostrava gosto pelas artes e pelo espetáculo. Frequentou aulas de ballet durante muitos anos.
Em busca do sonho, decidiu aos 16 anos sair de casa e ir para o Porto. Durante alguns dias, era diante do Teatro Nacional São João que fazia sequências de ballet, na esperança de que alguém o chamasse a entrar. Mais tarde, voltou a Ovar, não ao Furadouro nem à casa dos pais, para terminar o 9.º ano de escolaridade. Conseguiu entrar na escola de teatro de António Capelo.

## Filmografia

### Televisão
| Ano         | Projeto                    | Papel                      | Nota(s)                      | Canal |
| ----------- | -------------------------- | -------------------------- | ---------------------------- | ----- |
| 2003        | Saber Amar                 | Sebastião Higgins (Tião)   | Elenco Adicional             | TVI   |
| 2004        | Inspetor Max               | Rui Valente                | Participação Especial        | TVI   |
| 2005        | Dei-te Quase Tudo          | Vasco                      | Elenco Adicional             | TVI   |
| 2006        | Floribella                 | Pedro                      | Elenco Principal             | SIC   |
| 2006        | Triângulo Jota             | João Castil                | Elenco Principal             | RTP1  |
| 2009 - 2010 | Perfeito Coração           | Dr. Mário                  | Elenco Principal             | SIC   |
| 2011 - 2012 | Rosa Fogo                  | Manuel Dantas Figueira     | Elenco Principal             | SIC   |
| 2013        | Sinais de Vida             | Sérgio Coimbra             | Elenco Principal             | RTP1  |
| 2013        | Bairro                     | Piaçaba                    | Elenco Principal             | TVI   |
| 2013 - 2015 | Os Nossos Dias             | Gabriel Gouveia            | Elenco Principal             | RTP1  |
| 2014 - 2015 | Mulheres                   | Renato Torres              | Co-Protagonista              | TVI   |
| 2016 - 2017 | A Impostora                | Bruno Pereira              | Elenco Principal             | TVI   |
| 2017        | Vidago Palace              | Lopes                      | Elenco Principal             | RTP1  |
| 2017 - 2018 | Jogo Duplo                 | Luís Humberto              | Co-Antagonista               | TVI   |
| 2018        | Onde Está Elisa?           | Yuri Petrovich             | Elenco principal             | TVI   |
| 2019 - 2020 | Prisioneira                | Acácio Teixeira            | Elenco principal             | TVI   |
| 2020 - 2021 | Amar Demais                | Raul Benvindo              | Antagonista                  | TVI   |
| 2021        | Pôr do Sol (1.ª temporada) | Francisco Bouça Nova       | Elenco Principal             | RTP1  |
| 2022        | A Rainha e a Bastarda      | Gomes Loureiro             | Elenco Adicional             | RTP1  |
| 2022        | Pôr do Sol (2.ª temporada) | Francisco Bouça Nova       | Elenco Principal             | RTP1  |
| 2022 - 2023 | A Lista                    | Alberto de Oliveira        | Participação Especial (OPTO) | SIC   |
| 2022 - 2023 | Sangue Oculto              | António Jorge "Tojó" Rocha | Elenco Principal             | SIC   |
| 2023        | O Crime do Padre Amaro     | Padre Brito                | Participação Especial        | RTP1  |
| 2023 - 2024 | Morangos com Açúcar        | Álvaro Caiado              | Elenco Principal             | TVI   |
| 2024        | Cacau                      | Jaime Vasconcelos          | Elenco Principal             | TVI   |

### Cinema
- 2013 - Perto (Foi um dos atores principais na trama do filme);
- 2018 - Parque Mayer;
- 2019 - Variações - Novamente, Praia volta a desempenhar o papel principal, na pessoa de António Variações, neste filme, que conta a vida do Cantor-Compositor. Foi um dos filmes mais aclamados da sua carreira, tendo o mesmo lhe valido a participação em alguns prémios e o agraciamento de júris e espectadores. Por conta do filme, participou também em vários programas televisivos, como o famoso Você na TV!, programa emitido pelo canal generalista TVI.

## Prémios e nomeações

### Prémios
- 2019 - Prémios de Melhor Ator com o filme Variações (2019) - Coimbra Caminhos do Cinema Português
- 2020 - Prémio de Melhor Ator com o filme Variações (2019) - Best Actor - Audience Award / Best Actor - National Competition - CinEuphoria Awards

### Nomeações
- 2015 - Nomeação para o prémio de "Best Actor in a Short Film - National Competition" com o filme "Perto" (2013) - CinEuphoria
- 2019 - Nomeação para o prémio de "Best Ensemble - National Competition" com o filme "Parque Mayer" (2018) - CinEuphoria
- 2020 - Nomeação para o prémio de "Melhor Ator" com filme "Variações" (2019) - Prémio Autores
- 2020 - Nomeação para o prémio de Best Ensemble - National Competition" com o filme "Variações" (2019) - CinEuphoria